# 公孫脩
公孫 脩（こうそん しゅう、生年不詳 - 238年）は、中国三国時代の武将。公孫淵の子。幽州遼東郡の人。「公孫修」とも呼ばれる。

## 経歴
父に魏への謀反を勧めた。238年、燕王を称した父に従い魏と戦うが敗れる。父は魏の司馬懿に和議を申し立てるが断られ、父子ともに逃走するところを捕らえられた。最後は父と向かい合った状態で首を刎ねられている。その首は父の首とともに洛陽に届けられて、伯父の公孫晃父子の処刑が決定的になった。